# Petró Poroshenko
Petró Oleksíyovich Poroshenko (en ucraniano: Петро́ Олексі́йович Пороше́нко; 26 de septiembre de 1965) es un empresario y político ucraniano que se desempeñó como el quinto presidente de Ucrania desde el 7 de junio de 2014 hasta el 20 de mayo de 2019 anteriormente fue ministro de Relaciones Exteriores de Ucrania y de Comercio y Desarrollo Económico a veces citado como una de las personas más influyentes en la política ucraniana. Desde febrero de 2007 hasta marzo de 2012 Poroshenko encabezó el Consejo del Banco Nacional de Ucrania.
Durante su presidencia, Poroshenko dirigió al país a través de la primera fase de la guerra en Donbás, empujando a las fuerzas separatistas rusas hacia la región de Donbás. Inició el proceso de integración con la Unión Europea con la firma del Acuerdo de Asociación Unión Europea-Ucrania. La política interna de Poroshenko promovió el idioma ucraniano, el nacionalismo, el capitalismo inclusivo, la descomunización y la descentralización administrativa. En 2018, Poroshenko ayudó a crear la Iglesia Ortodoxa autocéfala de Ucrania, separando las iglesias ucranianas del Patriarcado de Moscú. Su presidencia se resumió en un eslogan de tres palabras, empleado tanto por partidarios como por opositores: armiia, mova, vira (en español: militar, idioma, fe).
Poroshenko es diputado popular de la Rada Suprema y líder del partido Solidaridad Europea. Fuera del gobierno, Poroshenko ha sido un prominente oligarca ucraniano con una lucrativa carrera en la adquisición y construcción de activos. Sus marcas más reconocidas son Roshen, una empresa de confitería a gran escala que le ha valido el apodo de "Rey del Chocolate", y su canal de noticias de televisión 5 kanal, que se vio obligado a vender para cumplir con la legislación antioligarca en noviembre de 2021.

## Biografía

### Primeros años
Poroshenko nació en Bolhrad (óblast de Odesa) el 26 de septiembre de 1965 pero se crio en la ciudad de Vínnitsa en el centro de Ucrania. Su padre, Oleksíy Ivánovich Poroshenko (Порошенко Олексій Іванович), ingeniero agrónomo, y su madre Yevguenia Serguéievna Grigorchuk, nacieron en Besarabia. En 1989 Poroshenko se graduó con una licenciatura en Economía de la Facultad de Relaciones Internacionales y Derecho Internacional de la Universidad de Kiev.

### Carrera profesional
Después de su graduación, Poroshenko inició su propio negocio vendiendo granos de cacao. En la década de 1990 logró adquirir el control de varias empresas de confitería. Posteriormente se asoció al grupo industrial Roshen, fabricante de confitería más grande de Ucrania. La fortuna que amasó con la venta del chocolate le valió el apodo del Rey del Chocolate.
Hoy en día, el imperio empresarial de Poroshenko, abarca la fabricación automotriz de vehículos y autobuses, el de astilleros Léninska Kuznya, el Canal 5 ucraniano y otros negocios.

### Carrera política
Poroshenko ganó su primer escaño en la Rada Suprema en 1998. Inicialmente miembro de la formación  Partido Socialdemócrata de Ucrania (unificado) (PSDU), leal al presidente Leonid Kuchma. En 2000, dejó la agrupación para formar el frente de centro-izquierda Solidaridad y en 2001 colaboró en la formación de la coalición Partido de las Regiones igualmente de Kuchma.[cita requerida] Sin embargo, más tarde, rompe la alianza para apoyar la coalición Bloque Nuestra Ucrania de Víktor Yúshchenko opositora a Kuchma. Con esta alianza, Poroshenko logra un nuevo escaño en la Rada en las elecciones parlamentarias de marzo de 2002. Poroshenko desempeñó el puesto de jefe de la comisión de presupuesto del Parlamento.
Con la victoria electoral de Yúshchenko en 2004, a cuya campaña electoral Poroshenko aportó una importante suma de dinero y tras la llamada  Revolución Naranja, este es nombrado secretario del Consejo de Seguridad Nacional y Defensa, mientras que su principal rival Yulia Tymoshenko, fue nombrada primera ministra.
Sin embargo, meses más tarde las acusaciones de corrupción a Poroshenko y Tymoshenko, con gran repercusión, obligaron a Yúshchenko a cesar a todo su gabinete, incluidos Poroshenko y Tymoshenko.
En las elecciones parlamentarias de 2006 Poroshenko logró conservar su escaño en el parlamento, gracias al apoyo del Bloque Nuestra Ucrania; sin embargo, una ruptura en la coalición generada por la salida del Partido Socialista obligó a la convocatoria de nuevas elecciones en 2007 en las que Poroshenko no tomó parte.
Para finales de febrero de 2012, Poroshenko fue nombrado como el nuevo ministro de Comercio y Desarrollo Económico del Gobierno Azárov; el 9 de marzo de 2012 el presidente Víktor Yanukóvich declaró que quería a Poroshenko para trabajar en el gobierno. El 23 de marzo de 2012 Poroshenko fue nombrado el ministro de desarrollo económico y el ministro de Comercio de Ucrania por Yanukóvich. El mismo mes dejó el cargo de presidente del Consejo de Banco Nacional de Ucrania.

### Campaña presidencial
A raíz de la Revolución ucraniana de 2014 también llamada Revolución del Maidán suscitada en Kiev entre noviembre de 2013 y febrero de 2014 que acabó con el abandono de funciones del presidente Víktor Yanukóvich, se convocaron elecciones presidenciales anticipadas el 25 de mayo de ese año. Las encuestas realizadas en marzo dieron como favorito a Poroshenko con un 40 por ciento por encima incluso de su antigua rival Yulia Tymoshenko. El 29 de marzo Poroshenko anunció su candidatura y al mismo tiempo el popular exboxeador Vitali Klichkó quien había sido figura de la revolución le otorga su apoyo. Poroshenko, de ideología pragmática, apoya la integración ucraniana a la Unión Europea, pero al mismo tiempo resolver los conflictos en el Este del país y fortalecer las relaciones económicas con la vecina Rusia.
Debido al boicot orquestado de las regiones separatistas de Donetsk y Lugansk[cita requerida], las elecciones presidenciales pudieron ser realizadas con un resultado final de un 55 % de votos favorable a Poroshenko (resultado que le permitiría ser electo presidente sin necesidad de recurrir a una segunda vuelta), seguido de Tymoshenko con apenas 14%.
Los críticos acusaron a Poroshenko de ser parte del viejo sistema corrupto del país. El 27 de agosto disolvió el parlamento y anuncia elecciones legislativas para el 26 de octubre.

## Presidencia (2014-2019)

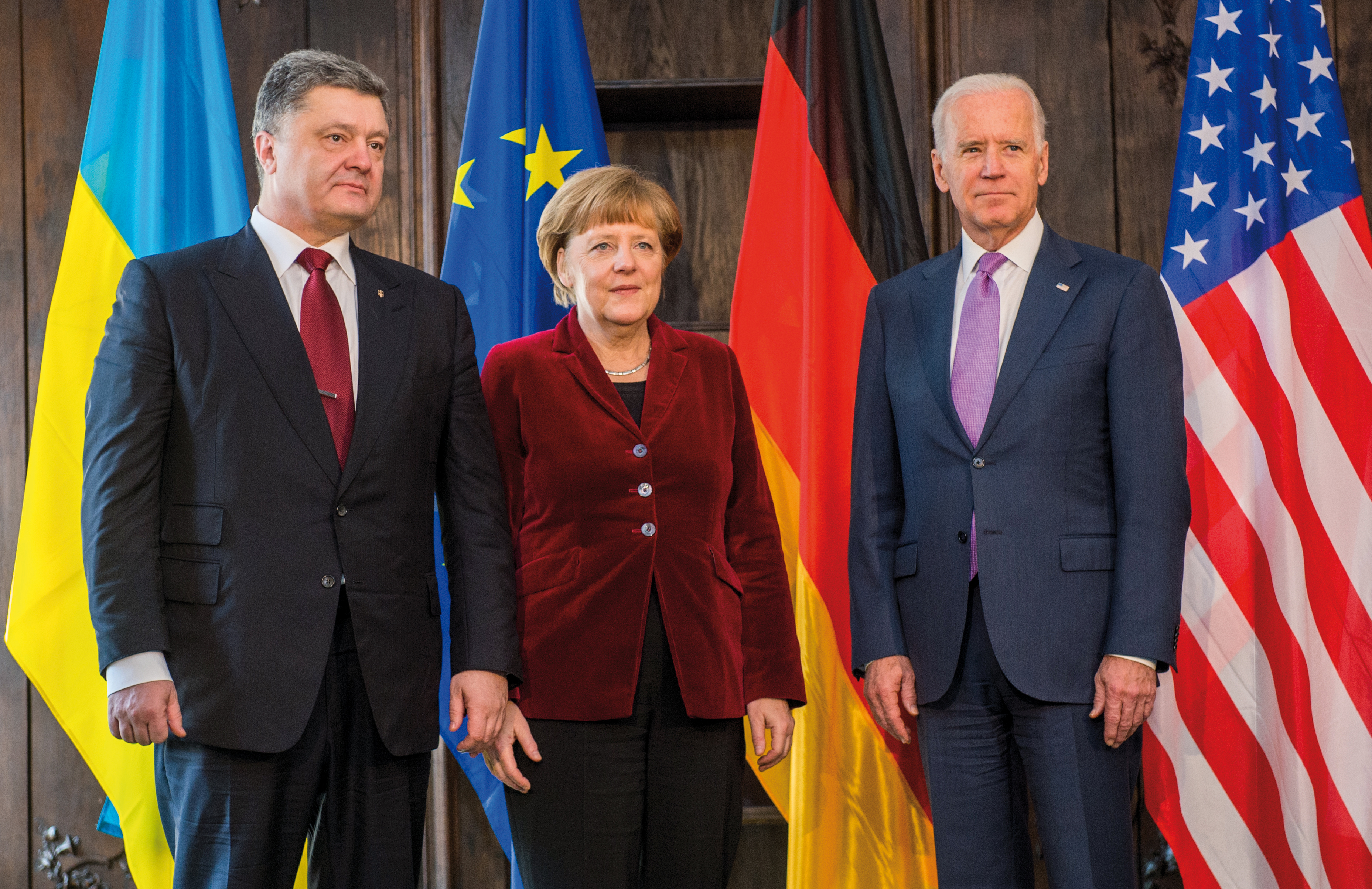
Poroshenko, Angela Merkel y Joe Biden, 2015

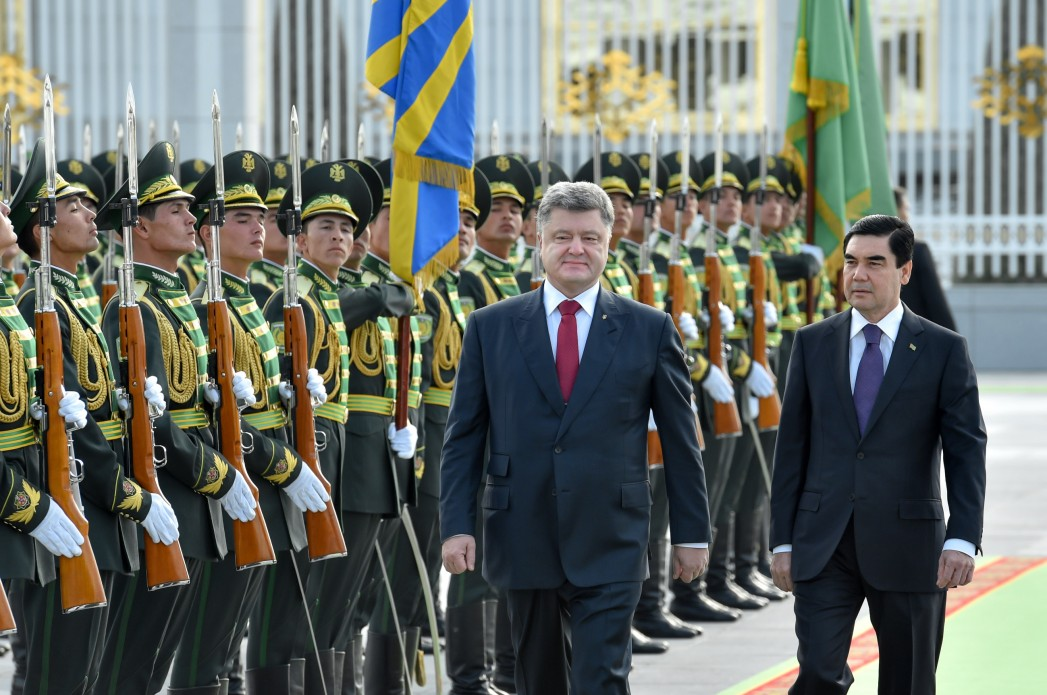
Poroshenko en visita oficial a Turkmenistán, 2015

#### Investidura
El 7 de junio de 2014, Poroshenko tomó posesión como quinto presidente de Ucrania. Poroshenko ganó en primera vuelta las elecciones presidenciales anticipadas del 25 de mayo, al reunir el 54,7% de los votos. Es la primera vez en la historia reciente de Ucrania que un candidato presidencial obtiene la mayoría en todas las circunscripciones electorales del país.[cita requerida] Dichas elecciones estuvieron empañadas por las denuncias de fraude electoral.
Poroshenko llegó al poder en un momento crucial tras la pérdida de la península de Crimea, los conflictos separatistas de Donetsk y Lugansk. La economía atraviesa la fase de recesión, crece la escisión entre los ucranianos en medio de un prolongado enfrentamiento armado entre el Ejército y los separatistas en el este del país y las relaciones con Rusia se agravan. Paralelamente la ex primera ministra de Ucrania Yulia Timoshenko inició una impugnación contra el presidente del país, Petró Poroshenko, por un escándalo que afecta a funcionarios cercanos al mandatario a raíz del escándalo, por la  desviación de fondos del Ejército.

#### Política económica
Las relaciones entre Moscú y Kiev empeoraron tras el cambio del poder en Ucrania, tanto en el ámbito político como en el económico y se agravaron aún más tras la anexión de Crimea a Rusia. Ucrania acusa a Rusia de violar la integridad territorial y de prestar apoyo técnico y militar a separatistas [cita requerida]Durante su gobierno prácticamente colapsa la industria, millones de ucranianos se vieron obligados a trabajar en el extranjero, al mismo tiempo que se constataron los problemas graves de poliomielitis, tuberculosis, difteria y el sarampión en Ucrania. En octubre de 2013, la economía ucraniana cayó en otra recesión, durante  la primavera de 2014 se dañó gravemente la economía de Ucrania que afectó severamente a dos de los oblasts más industriales. En 2013, Ucrania experimentó un crecimiento cero en el PIB .  La economía de Ucrania se contrajo un 6,8% en 2014, y esto continuó con un descenso del PIB del 12% en 2015, y otra caída del 5 por ciento en 2016, la mayor crisis económica de la historia del país. La economía de Ucrania se contrajo un 6,8% en 2014, Las medidas adoptadas por Porosheko hundieron al estado en una crisis, las reservas de divisas cayeron bruscamente, el PIB se redujo en un 17% y la inflación llegó al 60%, se acusó a los líderes empresariales cercanos a Poroshenko por recibir préstamos sin intereses, subsidios (para "producción de rescate") y subsidios para el cumplimiento de órdenes gubernamentales, que sirvieron como fuente de enriquecimiento personal. 
El volumen de negocios del comercio minorista en Ucrania en 2014 se contrajo en un 8,6% (desde 2013) y se redujo otro 20,7% en 2015  Ucrania experimentó un descenso del 30,9% en las exportaciones en 2015, tuvo un déficit comercial de  11,046 mil millones durante el mismo período en 2014.  El 31 de diciembre de 2015, la deuda pública de Ucrania era del 79% de su PBI,  paralelamente la moneda experimento una devaluación del 200%.
En su último año de gobierno decreto una  ley marcial que autoriza a Poroshenko a recortar derechos, recortar la libertad de circulación y reunión, así como los partidos y medios de información de la oposición, y el secreto de la correspondencia, y permite la intervención militar en la Administración civil, limitando enormemente las libertades democráticas. El Atlantic Council criticó los amplios poderes que le fueron concedidos a Poroshenko en unas regiones que incluyen cerca de la mitad de la población hacen temer que pueda restringir las libertades y manipular los comicios, ya que intentará prorrogar la ley marcial en diciembre. El texto dejó amplio margen a su Gobierno para recortar derechos civiles, amparar la actuación de las milicias de extrema derecha, y utilizar la ley marcial para perjudicar a sus rivales políticos y controlar la difusión de noticias según indicó el Centro para los Estudios Orientales de Varsovia. Ese mismo año designó como fiscal general a un exdirigente de su partido que ni siquiera es licenciado en Derecho, y fue acusado por gastar 50.000 euros del erario público en unas vacaciones familiares en las islas Seychelles. A poco de asumir acordó un préstamo y una serie de reformas del mercado con el FMI (Fondo Monetario Internacional) en 2015. Un informe de Transparencia Internacional sobre la percepción de corrupción en el mundo, que ubica a Ucrania como el segundo país más corrupto de Europa. Paralelamente la Procuraduría General fue acusada en una investigación por enriquecimiento ilícito, y se le acusa de perseguir a políticos de la oposición como a Víktor Yanukóvich. Mijaíl Saakashvili, exgobernador de la región ucraniana de Odesa, aliado de Poroshenko, tras dejar de apoyarlo fue detenido en dos ocasiones y finalmente deportado después de que le quitaran la nacionalidad ucraniana.
De los 113 jueces nombrados a finales de 2017, 25 han sido acusados en casos de corrupción, enriquecimiento ilícito y complicidad política, al mismo tiempo fue acusado de controlar al sistema judicial, en 2016 aprueba una controvertida ley para regular el Tribunal Constitucional que permitía la elección arbitraria y no transparente de los jueces.
Los nombramientos de Poroshenko provocan opiniones controvertidas en el ámbito político de Ucrania ya que el mandatario incorpora a la política a personalidades del ámbito de negocios. La popularidad de Poroshenko fue negativa en todo su mandato, siendo desaprobado por más del 77% de los ciudadanos.
Durante su mandato se generó un fuerte malestar de la población debido a la corrupción política dentro de su gobierno, incluso en el mismo partido del presidente (el Bloque de Petró Poroshenko o BPP) un grupo de 13 diputados formaron “plataforma anticorrupción” que exige el cese del primer ministro, Arseni Yatseniuk, y otros altos cargos de su Ejecutivo
En 2018 decidió decretar la ley marcial en gran parte del país, señalado por medios Occidentales como un intento de mejorar sus expectativas en las elecciones presidenciales y distraer a la opinión pública de la corrupción y su pobre balance económico.

#### Descomunización  y desoligarquización
El 5 de mayo de 2015, promulgó varias leyes que incluían la retirada de todos los monumentos de la Gran Guerra Patria en un plazo de seis meses, así como la obligación de cambiar el nombre de cualquier calle o espacio público con una referencia a los antiguos próceres de la ex-URSS, y castigar la promoción de las ideas comunistas. Existe una condena de usar símbolos comunistas y su propaganda. También prevén que el país reconozca a todos los que lucharon por la independencia de Ucrania durante el siglo XX, incluidas la Organización de Nacionalistas Ucranianos (OUN) y el Ejército Insurgente Ucraniano (UPA), que participaron en el exterminio de judíos en Ucrania y masacraron a decenas de miles de polacos durante la Segunda Guerra Mundial. Ambas organizaciones celebran ahora un homenaje nacional el 14 de octubre.
En 2015, sus acciones fueron ampliamente contestadas y su índice de popularidad cayó por debajo del 20%. En los dos últimos años de su mandato, el Instituto Gallup informa de que Ucrania tiene el nivel de confianza en su gobierno más bajo del mundo.

#### Escándalos financieros y corrupción

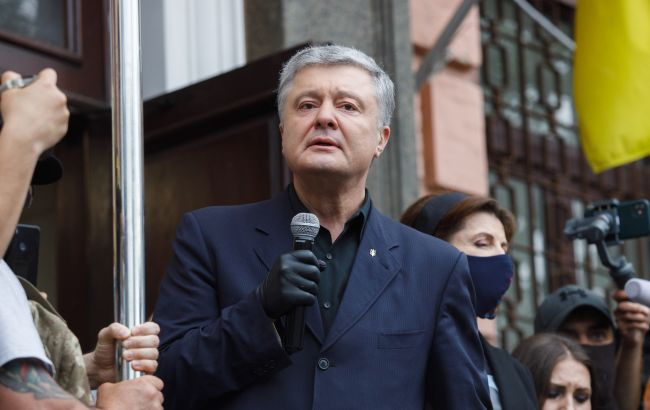
Poroshenko cerca del Corte Pechersky en Kiev, 18 de junio de 2020

En 2016, los Panama Papers revelan que sus abogados han construido una compañía offshore para albergar varios de sus negocios en las Islas Vírgenes Británicas. En 2017, es citado en el escándalo de los Paradise Papers. Se descubrió que a través del estudio panameño-israelí Mossack Fonseca, 12 líderes políticos de alto rango, utilizaron paraísos fiscales para lavar dinero. Poroshenko apareció entre los involucrados junto al presidente de Argentina Mauricio Macri, el premier de Islandia, Sigmundur Gunnlaugsson, el primer ministro de Paquistán, Nawaz Sharif, el rey Salman de Arabia Saudita, el antiguo emir de Catar Hamad bin Khalifa al Thani, y su ex primer ministro Hamad bin Jassim bin Jaber Al Thani.
En 2017 se reveló la existencia de estructuras empresariales cercanas a Petró Poroshenko, que estaban implicadas en casos de corrupción, tráfico de armas y desfalcos Ígor Gladkovski, hijo del subsecretario primero del Consejo de Seguridad y Defensa Oleg Gladkovski, junto con dos individuos más, desde 2016 vendían a las empresas de defensa de Ucrania piezas de recambio con sobreprecios de hasta un 300%.
Durante su gobierno según un estudio del Centre for Economic Studies, se calculaba que el 62% de las empresas ucranianas no pagan impuestos y cerca de la mitad daban sobornos. Roman Nasirov, jefe de la Agencia Tributaria ucraniana, fue acusado de haber provocado unos daños de 70 millones de euros al Estado. También se vio involucrado en corrupción cuando en 2016, nacionalizó Privatbank, el banco que pertenecía a uno de los principales oligarcas del país, Ihor Kolomoisky. Sin embargo, luego se conoció que ese banco está fuertemente endeudado.
Desde otoño de 2017 se han observado crecientes ataques contra los activistas anticorrupción, organizaciones no gubernamentales y periodistas de investigación, entre ellos arrestos políticamente motivados, pruebas fabricadas, protestas organizadas, persecuciones e intimidaciones.
Su fortuna aumentó en 400 millones de dólares entre 2012 y 2020, mientras el país se hundía en la crisis económica.

## Título académico y categoría deportiva
- Candidato de Ciencias Jurídicas, en 2002 en la Universidad Nacional " Academia de Derecho de Odesa " defendió su tesis " Regulación jurídica de la gestión de los derechos de las empresas estatales en Ucrania ".
- Candidato a Maestro de Deportes de la URSS en judo.